# Герц, Юрай
Юрай Герц (словац. Juraj Herz; 4 сентября 1934, Кежмарок, Чехословакия — 9 апреля 2018) — чешский кинорежиссёр, актёр, сценарист и сценический дизайнер словацко-еврейского происхождения.
Является режиссёром как в кино, так и на телевидении, в частности в паре эпизодов французско-чешского сериала о комиссаре Мегрэ, основанного на новеллах Жоржа Сименона. Его фильм «Керосиновые лампы» (1971) по одноимённому произведению Ярослава Гавличка принимал участие в 25-м Каннском кинофестивале в 1972 году, а фильм «День для моей любви» (1976) — на 27-м Берлинском международном кинофестивале в 1977 году. В 1987 году эмигрировал в ФРГ, затем жил в Чехии.
Он изучал фотографию в Художественно-промышленной школе в Братиславе, затем был режиссером и кукловодством в DAMA в Праге. В 1960-1961 годах он играл и режиссировал в Пражском театре «Семафор». С 1961 года он работал помощником режиссера, а затем режиссером  в киностудии «Баррандов» Праге. В 1987 году он отправился в Германию, где он работал на телевидении. В последующие годы он жил в Чехии и снимал фильмы. Был членом Европейской киноакадемии.
Он сотрудничал с кинооператорами, такими как Станислав Милота, Йозеф Шимончич и Йиржи Махан. Также он сотрудничал с художником и режиссером Яном Шванкмайером.
На работы Герца повлиял Де Сика фильмом "Похитители велосипедов" и "8 с половиной" Феллина. Его работа относится к чехословацкой новой волне и характеризуется элементами фильма ужасов, специфического юмора и эротики. Среди его самых известных фильмов номинант на премию "Оскар"-хорор-комедия "Сжигатель трупов", телевизионный фильм "Сладкие игры прошлого лета", за который получил Золотой нимфу и Гран-При на MTF Монте-Карло, драма "Керосиновая лампа", которая была лучшая на FF в Каннах, сказка "Красавица и чудовище", первый чешский фильм ужасов Вампир из Ферата. За свою жизнь он получил в 2009 году чешского Льва. В 2010 году он получил Хрустальный глобус на фестивале в Карловых Варах за давний художественный вклад мирового кино.

## Жизнь и работа

### Детство в Словакии и концентрационный лагерь
Его родители были еврейского происхождения, но в 1943 году, из опасения перед транспортировкой в лагерь их окрестили. Семья пряталась в Немецкой деревне Айсдорф, их бескорыстно укрыли немецкие крестьяне. Затем к Герцам пришло сообщение, что им больше не о чем беспокоиться, поэтому они вернулись домой, в Кежмарк. Там их сразу арестовали и отправили в концентрационный лагерь. Первоначально семья была вместе в Равенсбрюке, позже они были разделены. Вся семья выжила, мать освободили британцы, отца американцы и Юрая, который тем временем был отправлен в Заксенхаузен, русские. Когда герцы вернулись после войны, Айсдорфа больше не существовало, и все немцы были выселенны.
Переживания в концентрационном лагере для него означали своего рода переделку, которая заглушила все его детские воспоминания. Он сам говорит, что он больше не был ребенком. "В Кежмарке был единственный кинотеатр, и меня спокойно пускали в него на фильмы для молодежи. Единственный. Перед входом стоял полицейский, и когда его дети спрашивали, что пустят их или нет,  он сказал: Герц может, он уже все пережил. Разочарование послевоенного развития Словакии и нынешнее восхищение некоторых словаков режимом Тиса вызвало некоторое отвращение к его родине у него.

### Образование
Он окончил школу искусств в Братиславе. В 1954 году он успешно сдал экзамены в Высшую школу исполнительского искусства, но ректор Янко Бородач сообщил ему, что он не может принять его, из-за его внешнего вида, из-за которого ему нечего было играть в репертуаре в то время. Затем он поехал в Театральный факультет Академии музыкальных искусств в Праге, по специальности режиссер, где его приняли в издание с Яном Шванкмайером, с которым после армии вскоре сделал экспериментальный театр в Семафор. Актерский дебют в фильме Збынека Бриниха "каждая корона хороша". Режиссер, во время съемок заметил его интерес и предложил ему место помощника режиссера, где Герц провел два года работы.

### 60-е года
Первое предложение получил в середине 60-х. лет от Яромила Йиреша, который предложил ему съемки фильма "Жемчужинки на дне" по рассказам Богумила Грабала. В целом фильм состоит из пяти короткометражных фильмов режиссеров так называемой чехословацкой новой волны, в основном выпускники Факультета кино и телевидения Академии музыкальных искусств в Праге.
Его первый художественный фильм "знак Рака" был снят по мотивам книги "Тайная вечеря" (1966) Ханы Белоградской, которая была медсестрой и писателем. Книга рассказывает о больнице. Съемки фильма почти закончились катастрофой. Представитель главной роли закончил постпродакшн в антиалкогольном лечебном учреждении, а постсинхронный дубляж сделал Иржи Совак. Врачи возмущались фигурой неквалифицированного врача коммуниста (в исполнении Ильи Прахара)и протестовали против фильма. Запрет фильма помешал доктор Харват.
На утверждении фильма, комиссия требовала вырезать большинство сцен с сексуальным подтекстом. В 1968 году он снимал в Италии удаленные сцены снова за деньги итальянского продюсера, но не получил возможность окончательного редактирования. Окончательную версию фильма никогда не видел.

### Сжигатель трупов
По мотивам одноименной новеллы Ладислава Фукса, его наиболее известный фильм. Герц два года работал с Фуксом над изменением сценария. Во время подготовки, съемки и создания фильма у Герца впервые за свою карьеру полностью свободные руки и фильм снят полностью по своему вкусу.

### Нормализация
После сжигателя, во время наступающей нормализации, он был в плохой ситуации. Он получил предложение снимать в Словакии телевизионный фильм «Сладкие игры прошлого лета». Снова появились проблемы. Во время съёмок он столкнулся с тем фактом, что большинство актеров были алкоголиками. Затем фильм выиграл Гран-При в Монте-Карло за лучшего режиссера и кинематографиста Дода Шимончича, что лично для него означало награду в 10 000 швейцарских франков. Чехословацкое телевидение осудило на нем этот денежный приз.
После этого ему было разрешено снимать аполитический фильм «керосиновые лампы» на Барранде, согласно одноименному роману Ярослава Гавличека. Тем не менее, цензура в утверждении готового фильма вырезала сцену, где Штепа тянет на спине своего тяжело раненного мужа после того, как он не смог покончить с собой. Потому что, главному драматургу Людовику Томану показалось, что персонажи занимаются сексом. Он взял на главную роль Иву Янжур, которую он считал лучшей чешской актрисой, и знал ее по «Знаку Рака».
После «керосиновых ламп» он решил снять фильм по мотивам романа Джесси и Моргана Александра Грина. История Грина трактует о двух сёстрах, один достоин, одна из сестёр в середине фильма просыпается и обнаруживает, что никакой сестры у него нет и никогда не было. Комиссия по утверждению вмешалась и была против этой версии с шизофреником, и сценарий для фильма Моргана должен был соответствовать сюжету.
Съемка была сложной, и ему не понравился полученный фильм. Он использовал его в основном как возможность попробовать кинематографические трюки в сценах, где встречаются две сестры. За тем не менее фильм был награжден призом «Золотой Хьюго» в Чикаго и был отстранён дальнейших съёмок кино, потому что критики фильм казался слишком жестоким, болезненным и жутким. Два года работал в Чехословакии на телевизоре, и снова мог начать съемки фильма только после того, как российская делегация в Праге увидела Могриану и одобрила этот фильм.
Отмена запрета на съёмку для него, но было одно условие-он может работать в качестве режиссера, если он снимает фильм для рабочего класса. В 1974 году он решил эту проблему, сняв фильм на книгу: Яромиры Коларовой под названием «Фарфоровые девочки».
Даже этот фильм не был без проблем. В процессе принятия, комиссия была недовольна откровенными сценами.
В предыдущем фильме появилась молодая актриса Дагмар Гавлова. Он любил ее и представил в преступной комедии «Девушка на убийстве». Их дальнейшее сотрудничество, предстоящем проекте «Автоматическая девушка», не получилось, потому что снова появился запрет на съемку.
Он добрался до следующей работы, когда в 1976 году он принял предлагаемый сценарий «Дня моей любви», от которого отказался шесть режиссеров, потому что он был плохим.
Чтобы избежать очередного запрета, он снял две сказки. Ему предложили сценарий для новой версии фильма «Красавица и чудовище», который он хотел сделать из-за возможности использовать сцены ужасов. Фильм был переименован в «Деву и чудовище», чтобы подчеркнуть отход от невинного сказочного оригинала. Бюджет был высоким, поэтому еще одна сказка «Девятое сердце» снималась в тех же декорациях. Оба фильма были пропущены и съёмка обоих длилась 90 дней между 1978 и 1979 годами.

### Меня застала ночь
Он наткнулся на сценарий Яромиры Коларовой, с которым ему было запрещено работать. Его заинтриговало одно слово — Равенсбрюк. Это был нацистский концентрационный лагерь, в котором он был в детстве, поэтому он начал прилагать усилия, чтобы сделать фильм именно по этой теме. Он должен был убедить директора Барранда и режиссеров, которые уже были выбраны для фильма — Йиреша и Балика. Сценарий описал судьбу коммунистки Ябурковой, но сам он переписал сценарий так, что вместо судьбы Ябурковой он напомнил судьбу Милены Есенской, и в соответствии с этим сценарием фильм был снят фильм.
«Меня настигла ночь» завоевала немалый успех даже на Западе. Также из него десять лет спустя Стивен Спилберг скопировал сцену в свой «Список Шиндлера» с женщинами идущими в душ и боящихся, что они идут в газовую камеру.
В это время он уже начал готовиться к эмиграции в Западную Германию. Должно быть, он все еще снимал сопродюсерскую сказку «Галоши счастья». Во время съёмок он познакомился со своей второй женой Терозой Покорной. Он сказал ей, что хочет эмигрировать. Он снял телевизионный сериал Gagman за деньги, потому что он не знал, каково это будет в Германии.

### Карьера в Германии
Юрай Герц работал с немцами до эмиграции. Они начали делать со словарями сказки, и они обратились к нему, чтобы снять «Галоши счастья» Андерсена. Эмигрировал в 1987 году. Снял, два эпизода из серии Комиссар Мегрэ (Maigret и голова человека – 1994, Maigret ставит ловушку – 1995), несколько других телевизионных фильмов, сказок Глупая Августина, Лягушчий король и совместное издание на чешскую сказку с новое платье короля.

### Возвращение в Чехию
После «Нового платья короля», чешский продюсер Карел Дирка, предложил ему адаптацию книги «Пассаж» автора Карела Пецки. Проблема была найти хороший сценарий, сначала историю пытались адаптировать немецкий сценарист, но результат ему не понравился. Весь этот процесс занял два года, и продюсер отказался.
После Герц встретил французского продюсера, для которого он снимал эпизоды из сериала «Мегрэ». И он предложил ему ту же книгу для съёмок. Сначала он отказался от неё, но в конце концов взялся за съёмку. Он попытался работать с французским сценаристом и сделать фильм как историю в кафковском стиле, без политического признания книги. В конце концов, он решил написать сам сценарий, который был его первым собственным сценарием. Герц называет «Пассаж!» и «Сжигателя трупов» единственными двумя фильмами в карьере, в которые никто не вмешивался в съемку и постпродакшн.
В Чехии отзывы были отрицательными, кроме того, из-за плохого дистрибьютора, фильм был показан в кинотеатрах только неделю. В мире «Пассаж» показал положительные отзывы. Поэтому он получал предложения по другим проектам во Франции и Литве. Премьера «Пассаж» привела к организации ретроспективы его создания. Интерес к его поздним фильмам привел к росту международной популярности «Сжигателя трупов», который стал вторым по посещаемости фильмом того года во Франции.
Герц сделал паузу и принял ещё одно предложение о фильме в 2008 году. Это был фильм ужасов по сценарию Мартина Немца, первоначально названный Tma (Тьма), во время съемок переименован в T.M.A.. Этот фильм фокусируется на паре, которая переехала в заброшенный дом, где разбираются с преступлениями, совершенными Немцами во время Второй мировой войны. После завершения фильма «Тьма», плавно перешел к съемкам фильма «Хаберманн»(чеш.Habermannův mlýn) , которая отражает судьбу чешских немцев до, во время и после Второй мировой войны.
Он умер в возрасте 83 лет.

## Фильмография
| Год  |    | Русское название            | Оригинальное название    | Роль                   |
| ---- | -- | --------------------------- | ------------------------ | ---------------------- |
| 1962 | ф  | Эшелон из рая               | Transport z ráje         | актёр: роль «Милорд»   |
| 1965 | ф  | Sběrné surovosti            | Sběrné surovosti         | режиссёр /короткометр. |
| 1968 | ф  | Сжигатель трупов            | Spalovač mrtvol          | режиссёр               |
| 1970 | тф | Сладкие игры минувшего лета | Sladké hry minulého léta | режиссёр               |
| 1976 | ф  | День для моей любви         | Den pro mou lásku        | режиссёр               |
| 1971 | ф  | Керосиновые лампы           | Petrolejové lampy        | режиссёр               |
| 1972 | ф  | Моргиана                    | Morgiana                 | Режиссер               |
| 1978 | ф  | Красавица и чудовище        | Panna a netvor           | режиссёр               |
| 1982 | ф  | Вампир от Ферата            | Upír z Feratu            | режиссёр               |
| 1997 | ф  | Пассаж                      | Pasáz                    | режиссёр               |
| 2010 | ф  | Хаберманн                   | Habermannův mlýn         | режиссёр               |
| 2014 | ф  | Словакия 2.0                | Slovensko 2.0            | режиссёр               |

## Награды
- Орден Двойного белого креста 2 класса (9 января 2017 года, Словакия)[7].